# Marcel Louette
Pour les articles homonymes, voir Louette (homonymie).
Marcel Louette, Fidelio de son nom de guerre, né le 24 février 1907 et décédé le 23 février 1978 était un résistant durant la Seconde Guerre mondiale. Il fonda et dirigea la Brigade blanche,.

## Biographie
Marcel Louette était enseignant à Anvers. Il animait également un Cercle libéral: "de Jonge Geuzenwacht". Lieutenant de réserve au 36e régiment de ligne avec lequel il combattra durant la Campagne des 18 jours. Marcel Louette était le Lieutenant de la 10e compagnie de fusillers (IIIe bataillon). Démobilisé le 28 mai 1940, il crée en juin 1940, le Geuzengroep. Un mouvement anti-nazi fondé dans la mouvance de Jonge Geuzenwacht. En 1942, Marcel Louette qui dirige le groupe sous le nom de guerre de "Fidelio" le rebaptise en "Brigade blanche". Ce groupe sera particulièrement actif durant la Seconde Guerre mondiale : Renseignement, sabotages, évacuations vers l'Angleterre…
En mai 1944, Marcel Louette est arrêté. Le 11 mai 1944, il est amené à Breendonk. Le 31 août 1944, il est transféré à Vucht, au camp de concentration de Bois-le-Duc puis à Sachsenhausen qui sera libéré par l'Armée rouge le 22 avril 1945.
Marcel Louette est décédé la veille de son septante-et-unième anniversaire, le 23 février 1978, il est inhumé à Anvers (Hoboken) au Schoonselhof.